# Metridium canum
Metridium canum is een zeeanemonensoort uit de familie Metridiidae.
Metridium canum is voor het eerst wetenschappelijk beschreven door Stuckey in 1914.